# Antonio Soriano
Antonio Soriano y Mor (Segorbe, 15 de febrero de 1913 - París, Francia, 24 de octubre de 2005) es un editor español, fundador de la Librería Española de París. Es un personaje importante de la resistencia al franquismo en París.

## Biografía

### Nacimiento
Antonio Soriano nació en la calle Arrabal, en Segorbe, en la provincia de Castellón, en España, en 1913.

### Juventud
Se instaló en Barcelona en 1928. Estudiando en esta ciudad en 1936, luchó para la Segunda República española y se convirtió en uno de los responsables de las Juventudes socialistas unificadas.
Durante la Retirada, fue preso en el campo de Bram, cerca de Carcasona. En 1942, fue el fundador, con Jaime Nieto, de la Unión Nacional Española (UNE), a la cual perteneció José Barón Carreño, jefe para la zona norte, asesinado por los nazis en la Liberación de París.
Tras la liberación de Toulouse, Soriano permanece en esta ciudad, y funda con Josep Salvador el Centro de estudios Toulouse-Barcelona, que organizó en 1946 una ceremonia de homenaje a los republicanos españoles supervivientes de los campos nazis. Más tarde, crean la Librería de Ediciones Españolas (LEE), que impulsa el proyecto de la librería española de París.

### La Librería española de París
Soriano llegó a la capital francesa en 1950. Compró el fondo de la librería de la calle Gay-Lussac gracias a la familia de Luis Buñuel y trabajó en el proyecto de una librería sobre el modelo de la de Toulouse.
Será la Librería Española, que abre en el número 72 de la rue de Seine, en Saint-Germain-des-Près, en el VI Distrito. La librería se convirtió en un de los sitios emblemáticos de la España republicana en París.

## Homenajes públicos
- En París: placa conmemorativa[13] en la fachada del edificio donde se encontraba el local histórico de la librería.[14]
- En Segorbe, "Hijo predilecto de la ciudad" y proyecto del legado Soriano.[15]